# Бугульминский Александро-Невский монастырь
Бугульми́нский Алекса́ндро-Не́вский монасты́рь — мужской монастырь Альметьевской епархии Русской православной церкви, расположенный в селе Сосновка Бугульминского района республики Татарстан.
Был основан на земле, пожертвованной крестьянами села Спасское, утверждён в качестве нештатного общежительного мужского монастыря третьего класса. В монастыре было два храма: деревянный, тёплый, однопрестольный во имя Рождества Пресвятой Богородицы и каменный, холодный, трёхпрестольный храм во имя Святой Троицы, отличавшийся необычной архитектурой. В обители имелась особо чтимая икона, принесённая с горы Афон, — список с чудотворной иконы Божьей Матери «Достойно есть». При советской власти монастырь был закрыт и практически полностью разрушен.
С 2012 года ведётся восстановление монастыря.

## История

### Предыстория
Историк, археолог, этнограф, член-корреспондент Петербургской академии наук Пётр Иванович Рычков (1712—1777) за свои труды был жалован императрицей Екатериной II землёю в 30 тысяч десятин на территории Бугульминского уезда. В 17 верстах от Бугульмы он заложил село Спасское, построив в нём каменный храм во имя Вознесения Господа. В ходе восстания Пугачёва, в 1772 году, храм был осквернён, а село разграблено. После усмирения восставших Рычков позволил крестьянам без оплаты рубить лучший лес для строительства новых домов вместо разрушенных. Он обновил храм, заново освятив его, и украсил его новым иконостасом.
П. И. Рычков скончался в 1777 году, оставив наследниками двух своих сыновей. Николай Петрович Рычков состоял адъюнктом при академии наук, путешествовал с академиком Палласом, описывал российские провинции, скончался около 1780 года. Другой сын, Иван, скончался около 1790 года, оставив владельцем имения Спасское сына Александра.
Александр Рычков, получивший в 1812 году за участие в Отечественной войне чин подпоручика, не женился, детей не имел и, будучи довольным своими крестьянами, решил воспользоваться указом Александра I от 20 февраля 1803 года, известным в народе как «Указ о вольных хлебопашцах», и освободить своих крепостных.
13 февраля 1816 года Рычков составил акт, в котором написал, что «по своей смерти он навсегда отпускает на волю своих добрых крестьян села Спасского со всею принадлежащею в селении ему землею в количестве 2774 десятин, с предоставлением оной в вечное их владение, не требуя за то ни от крестьян, ни от казны никакой платы с тем только, что
1. он Рычков до смерти своей будет иметь право владеть теми крестьянами и той землею;
2. что те крестьяне обязаны перевести в Бугульму и поставить дом по духовному завещанию назначенной для жительства девицы Степановой: кроме сего он со своей стороны обязывается по сему акту ни оных людей, ни земли никому не продавать; буде же по смерти его останется долг, то оный заплачен быть должен из других его доходов, и что они, то есть крестьяне, вступив по смерти его в казенное ведомство, не должны быть никогда переданы в частное владение; за сим при жизни своей он, Рычков, должен защищать их в судебных местах по могущим быть тяжебным и спорным делам. По смерти же его те крестьяне имеют оставаться на вечное время либо казенными крестьянами, либо свободными хлебопашцами, впрочем, как Его Императорскому Величеству благоугодно будет»[3]

Документ подписали Рычков, священник Петр Максимов, за крестьян и по их просьбе, и свидетели. Акт был заверен в Бугульминском уездном суде. Только уездный предводитель дворянства отказался утвердить акт, как составленный не по надлежащей форме.
После смерти Александра Рычкова его наследники, двоюродные братья Николай и Пётр, подали протест против документа, полагая его незаконным, так как он был составлен с нарушением законных форм перехода крепостных в вольные хлебопашцы, и считая, что Александр не вправе был единолично распоряжаться родовым имением подобным образом. Оренбургская гражданская палата, рассмотрев жалобу, постановила 27 июля 1820 года: «значащее в акте подпоручика Рычкова имение с землею и крестьянами отдать по роду наследства во владение наследников двоюродных братьев его… а присутствующего и секретаря уездного суда за неправое решение дела оштрафовать». Это заключение поддержал и 4-й департамент Правительствующего Сената, дело перешло на рассмотрение в Государственный Совет. В Совете же мнения разделились: большинство членов Совета полагали акт Рычкова незаконным, некоторые полагали необходимым выполнить завещание Рычкова, другие считали, что крестьян необходимо записать в вольные хлебопашцы, но землю имения оставить наследникам. Окончательное решение вопроса перешло лично к императору Александру I, который 27 марта 1823 года написал резолюцию: «Неоспоримо, что формы не соблюдены, и если бы неясность существовала насчёт намерения помещика уволить сих крестьян, то все, конечно, следовало бы оставить исполнение сего дела. Но воля помещика не подлежит сомнению; посему нахожу я, что сурово будет препятствовать улучшению участи сих людей, единственно за несоблюдением форм, и соглашаюсь с мнением восьми членов, предоставляя право крестьянам избрать самим, в свободные ли хлебопашцы записаться или в казенные поселяне».
Обрадованные таким решением дела, крестьяне Спасского непременно решили увековечить имя своего благодетеля. Предлагались различные варианты: отлить большой колокол, написать икону в серебро-позолоченной ризе, построить часовню около села. Однако по разным обстоятельствам намерение крестьян оставалось неосуществлённым и переходило от поколения к поколению.

### Основание
Только в 1860-х годах желание крестьян нашло своё воплощение.
Николай Архипов, сын одного из освобождённых Рычковым крестьян, волостной старшина Спасского, в 1860 году посетил Киев, где на него огромное впечатление произвели местные монастыри, особенно Киево-Печерская Лавра. Примерно в то же время Тимофей Арзамасцев, удельный крестьянин села Михайловка, расположенного в 23-х верстах от Спасского, задумал основать монастырь, в котором мог бы поселиться он и несколько его односельчан-единомышленников. Однако он не располагал ни землями, ни средствами, ни спонсорами, пока в 1862 году не повстречал Архипова. Архипову пришло в голову, что монастырь, наподобие тех, какие он видел во время паломничества, и который так желал устроить Арзамасцев, станет лучшим памятником Александру Рычкову. Он предложил Тимофею свою помощь, и тот с радостью согласился. На собранном сельском сходе Архипов напомнил односельчанам о давнем желании общины увековечить память доброго помещика и предложил помочь основать монастырь в его честь. Крестьяне единогласно подержали идею.
Процесс создания монастыря начался с отведения ему земель для размещения усадьбы и земель для содержания. 12 октября 1863 все вольноотпущенные крестьяне составили и подписали решение об открытии монастыря:
«Покойный помещик наш, подпоручик Александр Иванович Рычков, отпустив нас на волю в 1816 году со всей принадлежавшей ему землею в числе 2774 десят., предоставил её нам, крестьянам села Спасского, в вечное потомственное владение; из числа вышесказанной земли мы жертвуем в память помещика Рычкова под устройство мужской обители в вечное владение для желающих устроить оную при нашем Спасском, а не в другом месте, городе или селении, так как в нашем крае таковой не имеется; — для усадьбы обители и монастырской церкви пять десятин и на содержание обители — удобной земли 85 десятин — всего 90 десятин в урочищах, нами назначенных…»
На следующий день решение было доставлено в местное волостное правление, которое его утвердило и переслало в губернскую Палату государственных имуществ, сопроводив его
- подтверждением об увольнении крестьян помещиком Рычковым 13 февраля 1816 года;
- справкой об отсутствии долгов Государственному банку и другим кредитным учреждениям, а также казенных недоимок;
- копией с указа Сената от 9 апреля 1823 года о причислении крепостных крестьян в государственные, с правом владения землей;
- копию с духовного завещания об отпуске крестьян на волю с передачей им в собственность всей его земли;
- копию с указа и определения Правительствующего Сената от 9 апреля 1823 года об утверждении составленного Рычковым акта со своими людьми и о передаче во владение последних уступленной земли[9].

В начале 1864 года Палата государственных имуществ уведомила Духовную консисторию о согласии на утверждение земли для будущего монастыря. Тимофей Арзамасцев, уполномоченный Спасским крестьянским обществом, приехал в Самару за благословением на строительство монастыря. Однако епископ Самарский и Ставропольский Феофил (Надеждин) объявил ему, что до окончания дела об отделении Бугульминского уезда от Самарской губернии делу не может быть дан ход.
Крестьяне села Спасское тем временем решили изменить отведённое для строительства монастыря место, опасаясь возможных неприятностей из-за его смежности с землями помещицы Молокиенко. Они решили, что монастырь непременно должен быть построен на их же урочище, в семи верстах от села. Второе решение также было утверждено и переправлено в Палату государственных имуществ. Тимофей Арзамасцев и крестьянин села Добрино Климент Курмаев обратились к епископу с новым прошением:
«Покорнейше просим Вас, милостивейший Архипастырь, не благоугодно ли будет Вам сделать зависящее от Вас распоряжение и благословить изъявивших желание на столь спасительное дело»
К прошению прилагался список из 33 человек, желавших поступить в монастырь.
Феофил ответил следующим письмом:
«14 мая 1864 года. Намерение у просителей доброе. Но для того чтобы основывать монастырь, предварительно нужно было пожить довольно времени в одном из древних благоустроенных монастырей, дабы научиться не только монашескому житию, но и монастырские порядки изучить. Кроме сего в представленном списке много женатых и не достигших тридцатилетнего возраста. 90 десятин земли недостаточно для обеспечения монастыря; все ли помещенные в списке могут быть уволены от обществ? По сим причинам в настоящее время епархиальному начальству трудно взяться за это дело»
Тимофей Арзамасцев, руководствуясь этим письмом, отправился в Бузулукский Спасо-Преображенский монастырь, где прожил несколько месяцев, осваивая монашескую жизнь и изучая монастырские порядки. В октябре 1864 года он вновь обратился в епархию с прошением. На этот раз он сообщил, что будущая братия в 17 человек получила увольнительные документы от своих обществ. Также он приложил список пожертвований:
- корпус с подвалом, амбар с конюшней, изба, баня, скотный двор, сарай, ледник — всего на сумму 1000 рублей;
- дом, пожертвованный казанским купцом Петром Ивановичем Мезениным, стоимостью 800 рублей;
- пять лошадей, десять коров, 30 овец, 15 пеньков с пчелами — стоимостью 415 рублей;
- пожертвования от братии — иконы, избы, амбары, сараи и прочее имущество на сумму 1445 рублей.

Всего имущества на сумму 3660 рублей.
И вновь последовал отказ. На этот раз епархиальное руководство сообщало, что в монастыре обязательно должен быть настоятель, который должен быть уже пострижен в монахи, и должен уметь руководить братией. Кроме того, в монастыре по-прежнему было мало дополнительной земли для его содержания. И на этот раз неудача не обескуражила Арзамасцева и будущую братию, которая писала в ответ, что желают «иметь у себя при предполагаемом монастыре собрата своего, уволенного из удельных крестьян Тимофея Павловича Арзамасцева, который с юных лет ведет самую строгую, отшельническую жизнь. Был в монастырях не только российских, но и афонских и палестинских и знает их благоустройство. Слезно умоляем поручить собрату нашему Тимофею Арзамасцеву, которого мы почитаем как отца, должность строителя обители».
Улучшить материальное положение будущей обители Арзамасцев решил самым простым и доступным для монастырей способом — сбором пожертвований. Он сам оделся монахом и также одел ещё двух крестьян, после чего отправился с ними по Бугульминскому уезду собирать пожертвования. Благочинный Бугульмы Николай Фёдоров доложил в Духовную консисторию о самовольном сборе пожертвований под видом монахов. Консистория немедленно строго запретила поселившимся лицам близ села Спасского носить иноческое одеяние и собирать подаяние на устройство монастыря, не утверждённого ни Синодом, ни епархиальным начальством.
Фёдорову предписывалось строго следить за поселенцами в предполагаемом монастыре. Он сообщил в ответ, что наблюдает за поселенцами около села Спасское и лично осматривал их поселение, в котором в двух флигелях проживало 18 человек. Жизнь поселенцы ведут благочестивую и смиренную, во все воскресные и праздничные дни бывая в Вознесенской церкви села Спасского на всех богослужениях. В будние дни поселенцы непременно читают у себя в комнатах все положенные утренние и вечерние молитвы с канонами и акафистами. В прочее время поселенцы занимались работами, какие назначал им старший из них, бывший удельный крестьянин Тимофей Арзамасцев, которому прочие «сыновне повиновались».
Одновременно с этим донесением к епископу прибыл сам Арзамасцев с новым прошением. Он сообщал, что Палата государственных имуществ не имеет препятствий к размежеванию уступленной жителями села Спасского земли, как только на это будет дано согласие епархиального начальства. 14 августа 1865 года на это прошение был дан ответ, в котором сообщалось, что невозможно ходатайствовать об устроении монастыря, не имея документов о количестве земель и её принадлежности учредителям. Такой ответ был дан несмотря на то, что все необходимые документы давно уже были предоставлены в Духовную консисторию. Тем же днём благочинному Бугульмы Николаю Фёдорову было направлено письмо, в котором ему предписывалось сообщить Арзамасцеву, что необходимо предоставить план земель и акт, по которому крестьяне ими владеют. Также необходимо было взять обязательство не обращаться в правительство или Синод с просьбой о содержании монастыря. От членов будущей братии требовалось предоставить увольнительные документы, в которых видно было бы, не имеют ли они препятствий для вступления в монашество: они должны быть не моложе тридцати лет, не быть женатыми, не иметь малолетних детей, неоплаченных долгов, не состоять под судом и следствием.
Получив новые требования от епархиального руководства, Арзамасцев нашёл, что все они выполнимы, кроме одного, но самого насущного: 90 десятин земли действительно не могли обеспечить будущее монастыря и прокормить его братию. Он вновь обратился к вольных хлебопашцам Спасского с просьбой выделить монастырю ещё участок из принадлежащей им земли. Николай Архипов, опасаясь, что начатое дело может закончиться неудачей, потребовал со односельчан уступить монастырю ещё 100 десятин. Крестьяне согласились, но с условием выплаты сельскому обществу 1000 рублей в рассрочку на 10 лет. На этом и договорились. Арзамасцев и братия были весьма обрадованы таким решением, рассчитывая выплатить оговоренную сумму, собрав её своим трудом или найдя благотворителя.
Тимофей Арзамасцев в очередной раз обратился с прошением в епархию, предоставив все необходимые документы: копию плана генерального межевания, план на монастырский участок, заявление об отказе требовать пособие от правительства на монастырское содержание, увольнительные свидетельства на 17 человек братии, решения Спасского общества об отводе 90 десятин пахотной и сенокосной земли и отводе 100 десятин дровяного леса. Ходатайство Арзамасцев завершал прошением об открытии мужского монастыря во имя святого благоверного князя Александра Невского. На этот раз епископ указал Консистории составить представление в Синод об учреждении монастыря.
Однако Консистория сочла, что собранные документы не удовлетворяют требованиям указа Синода от 31 июля 1843 года, причём в очередной раз затребовала те документы, которые уже предоставлялись во все инстанции. И когда бумаги вновь были собраны и предоставлены, оказалось, что дело на этот раз в участке земли в 100 десятин, обременённом долгом в 1000 рублей. С таким условием Консистория никак не хотела дальше давать ход делу. Планы создания монастыря оказались под угрозой, вся братия собралась из бедных сословий, никто таких денег не имел, заложить отведённую землю братия не имела права, собирать пожертвования ей было категорически запрещено.
В это время Арзамасцев получил предложение от некоего Н. С. Фёдорова, проживавшего в Уфе, но имевшего в Бугульминском уезде много земель под пахоту и лес. Он предлагал разместить мужской общежительный монастырь на его землях, в сельце Глазово, примерно в 30 верстах от Спассого. При монастыре он хотел учредить училище с разными ремёслами. Не имея других вариантов, Арзамасцев с радостью принял это предложение. Фёдоров известил руководство Самарской епархии, что решил безвозмездно предоставить от 400 до 500 десятин для постройки и устройства обители, с тем чтобы монастырь жил по уставу Пантелеимонова монастыря, расположенного на горе Афон. Кроме того, он хотел, чтобы десятая часть доходов, получаемых монастырём с переданной им земли, отчислялась в пользу Пантелеимонова монастыря. Также он пообещал для строительства храма и училища бесплатно отпускать лес с его Шешминской дачи.
Арзамасцев вновь обратился к епископу, тот вновь не возражал, но вновь Консистория встала на пути, не желая брать на себя ответственность отпускать десятую часть доходов в пользу Пантелеимонова монастыря. Узнав о решении Консистории и оценив, сколько потребуется переписки и согласований для решения этого вопроса, Арзамасцев отказался от помощи Фёдорова и вновь вернулся к идее строить монастырь около Спасского. Его новое прошение поступило в Консисторию в начале 1866 года.
К этому времени епископ Феофил скончался. 17 февраля 1866 года самарскую кафедру занял Герасим (Добросердов), который счёл дело об открытии мужского монастыря в Бугульминском уезде одним из неотложных. Действительно, Правительствующий Сенат ещё 19 марта 1858 год высказывал критику в адрес руководства Самарской епархии. Тогда епископу Феофилу сообщался отзыв министра государственных имуществ Ланского о несостоятельности полицейских мер для борьбы с раскольниками в Самарской губернии и о необходимости более широко применять меры духовного назидания и умножения православных церквей и монастырей, отмечая, что в Бугульминском, Бугурусланском и Новоузенском уездах нет ни одного мужского монастыря. Однако эта критика, как видно, была не воспринята епархиальным руководством, всячески затягивавшим процесс создания монастыря.
Ознакомившись с документами, епископ Герасим своей резолюцией назначил попечителем по устройству обители Тимофея Арзамасцева, указав ему в непродолжительное время приобрести в вечное владение от жителей села Спасского землю с лесом в количестве 100 десятин. Консистория должна была предоставить особым протоколом дело с изложением всех обстоятельств. В начале сентября консистория предоставила требуемое дело об учреждении монастыря в Бугульминском уезде со всеми деталями. Епископ утвердил протокол, приписав, что в монастыре может быть основан миссионерский стан. Арзамасцев с радостью согласился разместить миссионерский стан в монастыре, пообещав дополнительно устроить в обители благотворительное или воспитательное заведение, какое сочтёт полезным руководство епархии. Он, в свою очередь, изыскал требуемую для выкупа земли сумму в 1000 рублей. Её пожертвовал бугульминский горожанин Иван Фёдорович Колтовский.
Решительные действия нового епископа сделали своё дело, 31 октября 1866 года консистория ходатайствовала в Синод об открытии монастыря в Бугульминском уезде. В представлении помимо прочего сообщалось, что 21 лицо мужского пола из разных сословий, имеющие от своих обществ увольнительные документы на поступление в монастырь, проживают вместе с Арзамасцевым в трёх просторных флигелях с необходимыми службами. В архиве сохранились их имена.
Узнав о сделанном представлении в Синод, обрадованный Арзамасцев немедленно отправился в Самару, где получил благословение епископа на установку в существующем деревянном корпусе иконостаса, чтобы в дальнейшем его освятить в домовую церковь во имя Рождества Пресвятой Богородицы. В ожидании решения Синода в будущем монастыре на средства благотворителей в том же 1866 году было завершено строительство деревянного однопрестольного храма. Храм длиной 7 саженей и 2,5 аршина и шириной в 4 сажени размещался в корпусе размерами 12x12 саженей. Кроме храма в корпусе разместились три кельи и ризница, а над ними была построена настоятельская келья.
Наконец 8 апреля 1867 года Александр II утвердил определение Синода об открытии в Бугульминском уезде, около села Спасского мужского общежительного монастыря во имя святого Александра Невского, чтобы при нём было открыто и предполагаемое заведение для обучения детей новокрещенцев, о чём Синод уведомил руководство Самарской епархии указом от 3 мая 1867 года.

### История монастыря
Строения монастыря находились в живописном месте у подножья гор. С южной, равнинной стороны рядом с монастырём протекала река Сула, с западной — речка Липовка. Через Сулу был переброшен деревянный мост, по которому можно было выехать на почтовую дорогу из Бугульмы в Бугуруслан. В 20 верстах по этой дороге на север находилась Бугульма. В восьми верстах на северо-восток от обители находилось село Спасское, расположенное на тракте Казань-Бугульма-Оренбург.
C получением указа об открытии монастыря Тимофей Арзамасцев первым делом оформил все документы на землю, принадлежащую теперь монастырю, после чего обратился к владыке Герасиму за разрешением освятить домовый храм в монастыре. Герасим ответил следующим указанием:
Иеромонаху и духовнику Никольского Самарского монастыря Макарию отправиться во вновь устроенный Александро-Невский монастырь, приготовить все нужное для освящения церкви и открытия обители, а также для пострига желающих принять на себя иноческое звание; отцу протоиерею Бугульминского собора Николаю Федорову совместно с иеромонахом Макарием содействовать Арзамасцеву в составлении описи вещам, пожертвованным в пользу обители, так и всего нужного для открытия оной в августе, и даст Бог, при личном моем присутствии.
Однако Макарий по состоянию здоровья не смог выехать, и требуемое было поручено настоятелю Бузулукского мужского монастыря игумену Нифонту. В начале августа состоялось пострижение всех желавших принять иноческое звание. Тимофей Арзамасцев получил при постриге имя Тихон, после чего Нифонт сообщил ему о назначении его исполняющим должность настоятеля монастыря.
22 августа 1867 года в Бугульму прибыл епископ Герасим. После богослужения в Никольском соборе он совершил чин рукоположения в иеродиаконы Тимофея Архзамасцева и его помощника Тихона Пономарёва. На следующий день Герасим прибыл в Александро-Невский монастырь, где лично освятил домовый храм во имя Рождества Божьей Матери и провёл первую литургию с открытием монастыря. На церемонии присутствовала братия новооткрытого монастыря и пришедшие с соседних деревень богомольцы, в первую очередь крестьяне Спасского. К мирянам епископ обратился со словами: «Приходите сюда, здесь вы обретете покой душам вашим».
В монастырскую братию было записано 8 монахов и 6 послушников. Не все из желавших вступить в братию смогли укрепиться в обители. Кто-то отпал по слишком молодым годам, кто-то по непониманию монашеской жизни или неспособности к послушанию. В 1868 году состав братии изменился. Указом Самарской Духовной консистории была введена должность духовника, которую занял прибывший из другого монастыря иеромонах Сергий.
Спустя два года Герасим, совершая визит в Бузулук, заехал в местный Спасо-Преображенский монастырь, где рукоположил настоятеля Александро-Невского монастыря Тихона в иеромонахи.
При Тихоне в монастыре появились деревянный Богородицкий храм, двухэтажный корпус с 20 кельями, настоятельский флигель, трапезная, кухня, флигель и изба для рабочих на скотном дворе, баня, амбар, два каменных подвала для хранения продуктов и овощей, водяная мельница на речке Липовке. При нём же монастырь обрёл свою главную святыню — список особо чтимой иконы Божьей Матери «Достойно есть», пожертвованный обители в 1870 году монахом Самарского Николаевского монастыря Иннокентием, который сделал его во время путешествия на гору Афон. Икона была написана на кипарисовой доске и была помещена в иконостасе с резьбой, колоннами и позолоченным балдахином.
Главную свою задачу после официального открытия монастыря Тихон видел в строительстве в обители каменного трёхпрестольного храма Святой Троицы. Не дожидаясь разрешения на строительство, братия начала заготовку строительных материалов. К весне 1874 года братия уже имела 300 000 штук кирпича, 100 кубических саженей бутового камня, 1000 аршин цокольного камня, 150 пудов железа. Главным источником средств для строительства стали елабужские купцы Иван и Дмитрий Стахеевы, известные благотворители.
5 августа 1874 года императорским указом проект каменного храма Александро-Невского монастыря был утверждён. Тихон обратился за благословением к самарскому епископу, прося его самолично заложить храм и предлагая для этого второй день Троицы весной 1875 года. Отсрочку он объяснял прошедшим голодным годом, который «не дал вполне отдохнуть и собраться с силами как нам, так и всем боголюбивым христианам». Однако 9 января 1875 года в возрасте 48 лет Тихон неожиданно скончался.
Преемником Тихона на посту настоятеля стал иеромонах Тимофей, ранее занимавший должность монастырского казначея. Он был избран братией и 21 мая 1875 года утверждён Синодом. Учитывая, что монастырь, несмотря на недолгую историю, стал пользоваться уважением не только в Бугульминском уезде, но и среди жителей Казанской, Уфимской, Оренбургской и Вятской губерний, что приводило к большому притоку богомольцев, особенно в летнее время, Тимофей также счёл необходимым сосредоточиться на строительстве нового храма. Но он отказался от утверждённого ранее проекта, уменьшив размеры планируемого храма и упростив его весьма затейливые и, как следствие, затратные архитектурные формы. 14 января 1876 года он представил епископу Герасиму новый проект, который безо всяких замечаний вскоре был утверждён строительным отделением Самарского губернского правления. Подготовка к строительству продолжалась: в трёх верстах от монастыря был построен кирпичный завод с двумя горнами и двумя сараями для просушки, на котором за год было изготовлено около 400 000 штук кирпича. Имелось уже 1300 погонных аршин цокольного камня, обработанного с одной стороны под рашпиль, приготовлено 5000 пудов извести. Отведённое под храм место было осмотрено губернским архитектором и признано удовлетворительным.
7 августа 1876 года Тимофей обратился в Консисторию для разрешения закладки храма и прибытия на церемонию епископа. К назначенному дню были вырыты рвы под фундамент, приготовили место для закладного камня и сам камень, на котором был высечен крест. На тканом полотне сделали надпись: «Во имя Отца, и Сына, и Святаго Духа, основася сия церковь в честь и память Святой Троицы при державе Благочестивейшего, Самодержавнейшего Великого Государя нашего Императора Александра Николаевича, при святительстве же преосвященнейшаго Герасима, епископа Самарского и Ставропольского в лето от рождества же по плоти Бога слова 1876, сентября 12 дня. Вестно же буди, яко и кроме надписания положитеся в основания храма предреченного четвероугольного камена». Для установки на месте будущего престола был подготовлен деревянный крест. Церемония закладки камня благополучно состоялась в назначенный день в присутствии множества богомольцев из окрестных деревень. Началась стройка. Одновременно строились два флигеля: один для трапезной и кухни, второй под просфорную и хлебопекарню. Кроме того было построено ещё несколько изб для разного рода рабочих.
Однако ранней весной 1877 года при осмотре мельницы Тимофей упал в ледяную воду. Он едва не утонул и сильно заболел. Не желая допустить недосмотра за монастырём по причине своей слабости, он обратился к новому самарскому епископу Серафиму (Протопопову) с просьбой уволить его от должности по слабости здоровья, которое «препятствовало ему не только служить, но даже и в церковь ходить». Консистория сообщила епископу, что так как Александро-Невский монастырь принадлежит к типу общежительных, то по указу Синода настоятель избирается обычно из братии самого монастыря, а при необходимости из другого общежительного монастыря, но так как в братии Бугульминского монастыря достойных кандидатов на пост не имеется, то выбирать настоятеля должен сам епископ, что тот и сделал, а Синод утвердил своим указом 30 ноября 1878 года:
«Принимая во внимание, что Бугульминский Александро-Невский общежительный монастырь по настоящему его состоянию нуждается в настоятеле, имеющем при служебном авторитете особенную опытность в духовно-нравственном руководстве монастырской братии, Синод определяет: уволить иеромонаха Тимофея согласно просьбе от должности настоятеля названного монастыря, назначить на его место настоятеля Мойского общежительного Свято-Троицкого монастыря игумена Аарона».

Главное дело Тимофея — каменный храм — при нём был выстроен лишь по о́кна, но новый игумен Аарон активно продолжил строительство. К 1879 году каменная кладка храма достигла уже высоты девяти аршин. Всё время строительства окрестные православные оказывали посильную помощь монастырю. Так, неизвестный благотворитель пожертвовал 220 рублей на покупку листового железа для кровли, другой анонимный жертвователь внёс сразу тысячу рублей на строительство. Бугульминский купец С. М. Шувалов пожертвовал колокол массой в 103 пуда (1687 килограммов), отлитый в Бузулуке, а ещё один пожелавший остаться неизвестным жертвователь передал обители колокол весом в 6 пудов и 26 фунтов. Однако из-за особенностей технологии строительство шло медленно. Используемая при кладке кирпича в качестве раствора известь должна была гаситься в специальных ямах минимум два года. Кирпичный завод работал сезонно, в холодное время года кирпич не производили, а для монастырских нужд его требовалось весьма много. И хотя только в 1881 году было изготовлено 148 тысяч штук кирпича, но он требовался не только на строительство храма. Планировалась постройка каменных корпусов и кирпичной стены вокруг монастыря вместо существовавшего плетня.
Наконец в 1887 году кирпичная кладка храма была завершена, 19 января её осмотрел губернский инженер Невинский, найдя, что здание построено в соответствии с планом и трещин в стенах и сводах нет. Аарон обратился за разрешением установить кресты на все пять куполов.
В этом же году в монастыре на правах школы грамоты было официально открыто училище для мальчиков, хотя ещё пятью годами ранее братия приняла в обитель десять мальчиков, крестьянских сирот из окрестных деревень. Их обучали чтению, письму, Закону Божиему, сапожному, столярному и портняжному ремеслам. Наиболее способных заштатный священник Фенелонов обучал клиросному пению и чтению. К 1892 году в училище обучалось 24 ученика.
Аарон также занимался и укреплением материальной базы монастыря. При нём в обители появились флигель для столярной мастерской и проживания столяров, дом для коровников, две избы для скотников и рабочих.
9 июля 1888 года новым настоятелем монастыря назначен игумен Николай. При нём наконец завершилось строительство каменного храма, длившееся 16 лет. В августе 1893 года столяр Благовещенского завода Уфимской губернии Андрей Васильевич Барыкин приступил к украшению иконостаса, и в том же году епископу Самарскому Гурию (Буртасовскому) было доложено о готовности храма.
8 сентября 1893 года в присутствии большого количества народа из Спасского, Бугульмы и окрестных деревень епископ Гурий освятил главный престол храма во имя Святой Троицы. 28 августа южный придел был освящён во имя благоверного князя Александра Невского, а 9 сентября во имя святителя Иоанна Златоуста был освящён северный придел. Церемонию освящения престолов в приделах проводили протоиерей Бугульмы Василий Малиновский, священник Александр Аманацкий и иеромонахи монастыря Савватий и Пимен.
Не забывал игумен Николай и о прочих постройках в монастыре. В его правление в обители были построены конюшня с каретником и сеновалом, новая баня и каменный двухэтажный корпус (1892), который стал самой большой жилой постройкой размерами 10,6 на 27,7 метра. На нижнем этаже корпуса размещались кухня, трапезная и кельи для служащих при них. На верхнем были расположены кельи настоятеля.
После смерти игумена Николая в 1894 году несколько лет монастырь находился под управлением временных настоятелей: священника Петра Невского, а затем иеромонаха Иона. В 1897 году настоятелем стал иеромонах Геронтий. Во время его правления монастырём в обители продолжалось строительство. Появился каменный корпус для мастерских и просфорной, старые деревянные флигеля заменялись каменными зданиями. В 1898 году в одноэтажный каменный корпус перешли трапезная, кухня, хлебопекарня с пятью кельями для работников. Были построены странноприимный дом в 1889 году, богадельня в 1902 году, заезжий гостиный двор в 1906 году. Появились дом для эконома (1903), деревянный дом с подвалом для хранения овощей (1901). В 1902 году монастырское подворье в Бугульме было заново перестроено.
Деревянная монастырская ограда была заменена на каменную. Её длина составила 306 саженей (653 метра) при высоте в 3,2-3,7 метра и толщине в 57 сантиметров. Ограда была побелена известью и крыта железом, на трёх её углах разместились башни. Подобная ограда была не роскошью, а необходимостью: в это время в округе постоянно совершались покушения на имущество храмов и монастырей. Не избежал этой участи и Александро-Невский монастырь. 11 августа 1892 года неизвестный несколько раз выстрелил из револьвера в окно монастырской караулки, после чего поджёг её. Однако главным объектом строительства в период управления Геронтия стала отдельно стоявшая колокольня, одновременно являвшаяся главным входом и въездом в монастырь.
Следующим и последним постоянным настоятелем монастыря стал игумен Серафим, занявший должность по указу Синода от 19 августа 1911 года.
В 1913 году в монастыре проживало 56 человек: настоятель-игумен, 3 иеромонаха, 3 иеродиакона, 11 монахов, 1 указной послушник и 37 послушников.

### Монастырь при Советской власти
Не сохранилось никаких сведений о жизни в монастыре в период конца существования Российской империи и становления советской власти. Известно, что в феврале 1919 года все земли и хозяйство монастыря были национализированы и переданы в распоряжение Бугульминского земельного отдела. В марте 1919 года на территории монастыря была открыта школа-коммуна, которой передали всё монастырское имущество .
Монахи оказывали всяческое противление изъятию имущества и продолжали жить на территории монастыря. Для легализации своего существования бывший монастырь получил новое название: Александро-Невская община. В 1923 году председателем совета общины был иеромонах Алексий (Алексей Васильевич Буй), секретарём — Модест Николаевич Кондауров.
2 сентября 1923 года состоялось общее собрание общины, на котором присутствовали проживавшие на территории монастыря и жители бывшего монастырского прихода из близлежащих деревень, общей численностью более 200 человек. На собрании были избраны
- первым священником — иеромонах Алексий (Буй, до 1914 года занимался крестьянским трудом).
- вторым священником — иеромонах Досифей (Ильин, 60 лет, из крестьян, в монастыре с 1912 года, служил иеродьяконом, назначался

казначеем).
- третьим священником — иеромонах Пантелеимон (Малышев, 47 лет, из крестьян, в монастыре с 1911 года).
- четвёртым священником — иеромонах Модест (Кондауров, 55 лет, бывший старший унтер-офицер, в монастыре с 1910 года).
- пятым священником — иеромонах Петр (Кравченко, до 1913 года занимался крестьянским трудом).

Церковным старостой был избран гражданин деревни Коробково Павел Алексеевич Федоров, псаломщиком монах Сергей Григорьевич Посленков. В протоколе собрания отдельно было отмечено «желание и требование, чтобы к храму Александро-Невской общины назначались священнослужители только монашествующие и чтобы устав названной общины по богослужебной части, а также весь внутренний распорядок жизни сей общины, связанный с иноческими обетами послушания и труда, освященный вековыми традициями, поддерживался неизменно под надзором и управлением настоятеля сей общины».
Таким образом братии монастыря ещё несколько лет удавалось отстаивать свои права, при этом соблюдая советские законы.
В постановлении ВЦИК и СНК РСФСР «О религиозных объединениях» от 8 апреля 1929 года говорилось о неоднократных нарушениях закона в виде неправильного изъятия у верующих молитвенных зданий и чрезмерного налогообложения служителей культа, предлагая не допускать изъятия молитвенных зданий, если такое изъятие приводит к невозможности в данном месте отправления культа, если данное молитвенное здание является единственным. Также следовало не допускать завышенной оценки и обложения налогом таких зданий, приводящих иногда к их механическому закрытию. Решения административных органов, нарушающих закон, следовало отменить.
Однако 23 января 1930 года в нарушение инструкций и законов власти Бугульминского кантона самовольно закрыли храм и передали его под дом культуры совхоза «III Интернационал». Верующие не смирились и принялись требовать возврата и открытия храма. Тогда бугульминский кантисполком решил исправить свою ошибку, но отнюдь не путём возврата храма верующим. 13 марта 1930 года кантисполком сделал представление в Президиум ТатЦИК с подложными сведениями о решении общего собрания граждан о закрытии церкви и отказе церковного совета от использования храма:
«Учитывая ходатайство общего собрания граждан о закрытии церкви и имея в виду отказ церковного совета от дальнейшего пользования церковью, Президиум ТатЦИКа постановляет: 1. Действие договора, заключенного с религиозной общиной д. Коробково, прекратить и церковь закрыть…»
.
Всего через три дня после принятия постановления о закрытии храма Александро-Невского монастыря Президиумом ЦИК ТАССР было принято решение, в котором говорилось: «На местах имеются отдельные перегибы в этом деле, выражающиеся в том, что церкви и мечети закрываются в административном порядке… Церковь и мечеть могут быть закрыты лишь при добровольном желании населения». Однако в мерах в этом решении говорилось лишь «Категорически запретить дальнейшее закрытие церквей и мечетей и постановку этих вопросов на обсуждение сельских сходов до окончания весенней посевной кампании… Приостановить снятие колоколов до окончания весеннего сева». Такие формулировки фактически запрещали верующим протестовать против закрытия культовых сооружений.
Подобная фальсификация и цинизм возмутили верующих, которые обратились за восстановлением справедливости в ВЦИК СССР. 17 октября 1930 года ВЦИК принял обжалование и указал: «До решения ВЦИК указанный молитвенный дом остается в пользовании верующих», запросив всю документацию по делу о закрытии храма.
ТатЦИК незамедлительно обнаружил другой повод для закрытия храма без согласия членов общины — члены общины якобы отказались уплатить страховой платеж в сумме 610 рублей, при том, что эта сумма была насчитана за период, когда храм был уже закрыт, а его убранство разграблено. Кроме того, несмотря на многочисленные жалобы и ходатайства о возвращении храма верующим, в Москву сообщалось, что «повторных претензий со стороны верующих как в местные органы власти, так и в ТатЦИК не поступало».
Точку в деле поставил Президиум Российского Центрального Комитета Советов, который постановил 10 июля 1931 года: «Ходатайство верующих отклонить, указанную церковь ликвидировать».
При этом спустя год ТатЦИК выпустил новое постановление: «Все же до настоящего времени некоторые райисполкомы (Бугульма, Елабуга, Альметьево, Агрыз и ряд других) продолжают грубо нарушать декрет ВЦИК о религиозных объединениях, тем самым искривляя линию партии в этом вопросе».
Однако уже ничто не могло изменить судьбу монастыря. Храм, строившийся 16 лет, был уничтожен, оставшиеся монастырские корпуса перестроили под сельскую школу на 180 учеников, которая просуществовала совсем недолго. 9 октября 1934 года Президиум Бугульминского райисполкома передал земельные площади и уцелевшие здания монастыря под трудовую колонию. Начальнику районной НКВД предложили оказать содействие по выявлению и «изъятию контингента соцаномаликов» Бугульминского района.
Постепенно оставшиеся здания разрушались. К 1990-м годам от монастыря сохранилось лишь два здания, построенных в 1892 и 1898 годах. Одно из этих зданий — двухэтажное, на верхнем этаже ранее располагалась келья настоятеля, а на нижнем — братские кельи. В здании находится жилой дом. Второе — одноэтажное, в котором некогда располагались трапезная, кухня, хлебопекарня и пять келий. Кроме того, в церкви Георгия Победоносца в Бугульме сохранялась особо чтимая икона монастыря «Достойно есть».

### Возрождение обители
В 1998 году в память о братии Александро-Невского монастыря в Сосновке на средства благотворителей был построен деревянный храм в честь Державной иконы Божией Матери. Настоятелем храма был назначен иерей Георгий Михайлин. Его стараниями началось изучение истории монастыря. На месте, где некогда располагался алтарь Свято-Троицкого храма, был установлен поклонный крест. Были возрождены монастырский сад и пасека, обустроен пруд, в который была запущена рыба.
В 2010 году вышла книга бугульминского краеведа Владимира Сальникова, подстегнувшая интерес к монастырю. История обители неоднократно освещалась в местной «Бугульминской газете». В 2012 году в бугульминском благочинии был создан православный молодёжный волонтерский трудовой отряд «Александр Невский», который занимался облагораживанием территории бывшего монастыря.
Наконец, после образования Альметьевской епархии летом 2012 года по благословению епископа Альметьевского и Бугульминского Мефодия (Зайцева) и с его участием и попечением началось возрождение духовной жизни обители. 12 сентября 2012 года епископом был отслужен молебен. Монастырю было определено подворье на территории храма Рождества Иоанна Предтечи в микрорайоне кирпичного заводы Бугульмы, был назначен исполняющий обязанности наместника отец Родион. По благословению митрополита Анастасия первыми членами братии возрождаемого монастыря стали монах Кизического Введенского монастыря Хрисанф и инок Лука. Часть одноэтажного здания, сохранившегося от прежнего монастыря, было передано Альметьевской епархии. В нём начался ремонт, сооружение новой крыши.
24 июня 2014 года в день празднования иконы Пресвятой Богородицы «Достойно есть», в Бугульминском Александро-Невском монастыре был освящён первый храм в честь чествуемой иконы. Чин освящения храма и Божественную литургию в сослужении исполняющего обязанности наместника обители и духовенства епархии совершил епископ Альметьевский и Бугульминский Мефодий.

## Настоятели

### Тихон
Создатель и первый настоятель монастыря иеромонах Тихон, в миру Тимофей Павлович Арзамасцев, был удельным крестьянином села Михайловки, с молодости имевшим желание удалиться в монастырь. В 1850-х годах он пребывал в Бузулукском монастыре, где нёс послушание в гостинице, пекарне, был ключником, но в первую очередь изучал монастырскую жизнь и порядки. Неоднократно путешествовал в Киев, где познакомился с духовником Лавры иеросхимонахом Антонием, с которым в дальнейшем вёл переписку. Антоний дал Тихону много полезных советов по обустройству монастыря, излагал правила монашеской жизни, рассказывал как насаждать и укреплять среди братии дух иночества. Впоследствии, уже после кончины Тихона, в 1881 году игумен Аарон благодаря этим письмам познакомился с Антонием во время паломничества в Киев и тоже неоднократно пользовался рекомендациями старца по управлению монастырем.
9 января 1875 года в возрасте 48 лет Тихон неожиданно скончался. Это произошло в селе Мазино Уфимской губернии, где он оказался, возвращаясь из поездки в Мензелинск на встречу с братьями Стахеевыми. Телеграммой епархиальное начальство распорядилось похоронить Тихона в Мазино, хотя жители Спасского и братия желали, чтобы Тихон был похоронен в основанной им обители.

### Тимофей
Иеромонах Тимофей, в миру Тихон Егорович Пономарёв, происходил из бугульминских мещан. Грамоте обучался в доме родителей. Познакомившись с настоятелем Тихоном в Бугульме, он по его совету стал монахом. Был холост. Его родители, узнав о желании сына, пожертвовали свой дом в Бугульме монастырю. Впоследствии этот дом стал городским подворьем монастыря. Тимофей был пострижен в монахи епископом Самарским и Ставропольским Герасимом 24 августа 1867 года, в 1869 году был рукоположён им в иеродиаконы, а спустя год, в 1870 году, — в иеромонахи. Управлял монастырём с мая 1875-го по декабрь 1878 года. После ухода на покой проживал в обители, где и скончался в декабре 1879 года. Был похоронен на монастырском кладбище.

### Аарон
Игумен Аарон, в миру Александр Соколов, родился в 1818 году в селе Погромном Бузулукского уезда. В 1842 году он окончил Оренбургскую семинарию, после чего служил священником в сёлах Оренбургского и Бузулукского уездов. В 1855 году овдовел, и спустя год поступил в число братии Бузулукского Спасо-Преображенского монастыря, в котором принял рясофорный постриг, а позднее игуменом Аполлинарием был пострижен в монахи.
В 1865 году Аарон был назначен настоятелем Мойского Свято-Троицкого монастыря. В 1870 году он был произведён в сан игумена. За смиренную жизнь Аарон был награждён набедренником и наперсным бронзовым крестом в память Крымской войны 1853—1856 годов.
С 17 декабря 1878 года Аарон возглавил Александро-Невский монастырь. 15 августа 1880 года императорским кабинетом Аарон был награждён золотым наперсным крестом. В том же году распоряжением Консистории он был назначен благочинным двух монастырей и двух общин. Скончался в Бугульминском мужском монастыре 25 февраля 1888 года.

### Николай
Следующим настоятелем стал игумен Николай, в миру Иван Кожевников. Он родился в купеческой семье, получил домашнее образование. В 1857 году, будучи холостым, поступил послушником в Самарский архиерейский дом. В 1858 году был облачён в рясофор, спустя два года был пострижен в мантию и рукоположён в иеродиаконы, и 8 июля 1860 года был рукоположён в иеромонахи. Был в Самарском Никольском монастыре, был и казначеем в архиерейском доме, где позднее занял должность эконома. Как опытный хозяйственник занимался строительством загородного архиерейского дома.
В 1878 году Николай занял пост настоятеля и строителя Мойского Свято-Троицкого мужского монастыря. За доброе и смиренное служение был награждён набедренником, удостоен благодарности епархиального начальства. В 1875 году был высочайше награждён золотым наперсным крестом. В 1885 году возведён в сан игумена. Стал настоятелем Бугульминского мужского монастыря 9 июня 1888 года.
Скончался 19 апреля 1894 года в возрасте 66 лет от воспаления лёгких. Несмотря на наличие монастырского кладбища недалеко за оградой монастыря, игумен был похоронен около храма.

### Священник П. И. Невский
Пётр Иосифович Невский родился в семье дьякона, окончил Самарскую духовную семинарию. В 1867 году епископ Герасим рукоположил его в священники и определил в Кинель-Черкасскую слободу Бугурусланского уезда в храм святого Архистратига Божия Михаила, на третье священническое место. В дальнейшем Невский занимал второе священническое место в Спасо-Вознесенском храме помощником настоятеля, и настоятелем Михайло-Архангельского храма в той же слободе.
Был наблюдателем церковно-приходских школ местного благочинного округа, 24 года преподавал закон Божий в Кинель-Черкасском двухклассном училище Министерства народного просвещения, был законоучителем в местной частной женской школе, получил благодарность дирекции народных училищ Самарской губернии. Четырежды избирался духовенством благочинного округа на окружные уездные съезды. Являлся катехизатором и был удостоен благодарности епархиального начальства за свои проповеди.
В 1877 году за усердную полезную деятельность по народному образованию и честную жизнь руководством Самарской епархии Пётр Невский был награждён набедренником, а в 1881 году удостоен благодарности Синода. 14 лет занимался миссионерской деятельностью, за что был награждён бархатной фиолетовой скуфьёй. Исполнял обязанности благочинного второго округа Бугурусланского уезда.
Однако в 1893 году по семейным обстоятельствам, из-за разрыва с женой, он был уволен от прихода Кинель-Черкасской слободы, в котором прослужил 26 лет. П. И. Невский отправился в паломничество в Киев, Афон и по другим святым местам. В 1894 году он возвратился в епархию и 18 июля был назначен настоятелем Бугульминского Александро-Невского монастыря. Кроме обязанностей настоятеля он заведовал монастырской школой грамоты. За деятельность на этом поприще он был награждён бархатной фиолетового цвета камилавкой.
Однако Пётр Невский не был пострижен в монашество, его руководство было временным и в 1896 году он был отозван в епархию.

### Геронтий
Архимандрит Геронтий, в миру Григорий Синельников, происходил из государственных крестьян села Алексеевки Бузулукского уезда. Получил образование в сельском училище, женат не был. В 1858 году он стал послушником Бузулукского Спасо-Преображенского мужского монастыря, пройдя все степени монашества: был положен в стихарь, облачён в рясофор, в 1863 году был пострижен в мантию и рукоположён в иеродиаконы. В 1868 году был рукоположён в иеромонахи. Нёс послушание казначея. С 1875 года Геронтий переводился в Мойский Свято-Троицкий и Самарский Николаевский монастыри, а в 1888 году стал казначеем Самарского архиерейского дома. За многолетнюю благочестивые труды был награждён набедренником.
В 1897 году стал настоятелем Бугульминского Александро-Невского монастыря. 30 апреля 1898 года был высочайше удостоен золотого наперсного креста. В 1900 году бы возведён в сан игумена, а в 1903 — архимандрита. 6 мая 1908 года архимандрит Геронтий был награждён орденом святой Анны третьей степени.
19 октября 1910 года он был уволен от должности по болезни.

### Временные настоятели
После увольнения от должности Геронтия вновь некоторое время монастырём управляли временные настоятели.
С 26 марта по 26 августа 1910 года обителью руководил иеродиакон Аполлинарий, в миру Агафон Широков, уроженец села Домосейкино Бугульминского уезда. В 1882 году он был облачен в рясофор, в 1888 году был рукоположён в иеродиаконы и назначен благочинным монастыря.
С 26 августа обязанности настоятеля временно исполнял иеромонах Илиодор, в миру Иоанн Словогородский. Родился в 1852 году. Выходец из крестьян села Денисовки Бузулукского уезда, не женат. В 1895 году стал послушником Бузулукского Спасо-преображенского монастыря, в том же году был пострижен в монашество. Через год пострижен в иеродиаконы и ещё через два года — в иеромонахи. Занимал должность казначея, был награждён руководством епархии грамотой и набедренником. Перемещался в Бугурусланский Покровский, Мойский Свято-Троицкий, Самарский Никольский монастыри. С 1908 года в Бугульминском Александро-Невском монастыре.
По неизвестным причинам в 1911 году обязанности настоятеля стал исполнять иеромонах Анатолий, однако его пребывание в должности было столь недолгим, что не оставило следов даже в ежегодной летописи монастыря, сохранившись лишь в сообщении Самарских епархиальных ведомостей: «На должность настоятеля Самарского Николаевского общежительного монастыря указом Священного Синода от 13 сентября 1911 года назначен временно исполняющий обязанности настоятеля Бугульминского Александро-Невского общежительного монастыря иеромонах Анатолий».

### Серафим
Игумен Серафим (в миру Самсон Бубенцов) родился в 1861 году в семье казака в Черниговской губернии. Грамоте обучался в доме родителей.
В 1885 году был принятом послушником в Глинскую пустынь, где в 26 февраля 1895 года был пострижен в монашество. 11 сентября 1898 года был перемещён в Казанский Спасо-Преображенский монастырь, где был рукоположён в иеродиаконы. Был назначен благочинным обители, исполнял обязанности казначея. За смиренные труды в 1900 году был награждён набедренником. С 1908 года был настоятелем Новосильского Свято-Духова монастыря Тульской епархии, где был возведён в сан игумена.
В 1911 году Серафим был переведён в Самарскую епархию, где указом Синода от 19 августа 1911 года занял пост настоятеля Александро-Невского монастыря. К этому времени первым постройкам монастыря исполнилось уже 45 лет, а многие иноки достигли преклонного возраста в 70 и более лет. Кроме того, монастырь принимал слепых и калек. Физически немощные старцы нуждались в уходе. Серафим начал служение со строительства дома-приюта для престарелых братьев.
В Бугульме, рядом с монастырским подворьем, на пожертвованном мещанином Ходиковым участке было обустроено новое монастырское усадебное место. Монастырское хозяйство пополнилось ледником, перекрытым сверху срубом, для хранения продуктов в летнее время. На монастырском хуторе добавилось две конюшни. В 1913 году появился каменный скотный двор для содержания телят и дойки коров. Также на хуторе появились два теплых помещения для работающих.
Ревизионная комиссия Самарской духовной консистории составил рапорт о монастыре:
«Каменный и деревянный храмы благолепны, монастырские кельи и прочие здания монастыря содержатся в чистоте и должном порядке… При монастыре богадельня, школа и библиотека… Хозяйство ведется умело и старательно».

## Монастырское имущество

### Земли
Основу владений монастыря, гарантию его существования составляли земельные участки. Не зря вопрос о монастырской земле занял столь продолжительное время при основании обители.
Обитель была основана при передаче ей во владение 190 десятин земли, что сочли достаточным и братия, и консистория, и Синод. Эти земли был отмежеваны бугурусланским уездным землемером ещё в 1868 году, сразу после официального открытия монастыря. Однако местные жители говорили, что на участке земли гораздо больше, чем на плане. Самостоятельные измерения иноков тоже показали несоответствие земли генеральному плану межевания. Тогда братия совместно с крестьянским обществом села Спасское обратились в Самарскую чертёжную палату проверить межевание. Присланный землемер подтвердил большую разницу между бумагами и реальностью: вместо 190 десятин на участке оказалось 234. Спасские крестьяне, узнав о таком увеличении своего пожертвования, согласились оставить дополнительную землю в монастырском владении, составив соответствующее решение. Самарская епархия не возражала, однако поскольку ранее закреплённая за монастырём земля была утверждена лично императором, то пришлось в очередной раз пройти по всем инстанциям: епархия, Синод, император. Вскоре Александр II дозволил увеличить монастырские владения.
Однако по факту стало ясно, что даже таких площадей для существования обители не хватало. Оказалось, что «под кустарником 2/3 участка и около 25 десятин неудобной. Остальная же часть требует великих усилий, чтобы от неё получить пользу, земли пахотной находится около 12 десятин». Это связано с географическим расположением монастыря у подножия гор, поросших лесом.
Пахотная земля была плодородной, но занимала лишь около 6 % от общей площади монастырских владений. В 1880 году в монастыре проживало 60 человек, то есть на одного человека приходилось всего 0,1 десятины. Этого было совершенно недостаточно. Для сравнения, в соседних селах на одну ревизскую душу приходилось: в селе Сула — 4,2 десятины, в деревнях Забугоровка — 9, Коногоровка — 15,4, Базаровка — 19. В среднем по Богоявленской волости на ревизскую душу приходилось по 8 десятин земли. Особняком стояли крестьяне Спасского, где благодаря милости бывшего помещика на ревизскую душу приходилось 28,6 десятин. В подобных условиях монастырская братия была вынуждена арендовать под посевы зе́мли у соседних владельцев, одновременно изыскивая возможности для расширения владений.
Так, в январе 1868 года настоятель Тихон получил письмо от помещика Фёдорова, который ранее предлагал строить монастырь на его земле, обещая пожертвовать 400 десятин земли. В силу изменившихся условий и открытия монастыря Фёдоров больше не просил отсылать десятую часть доходов с этой земли в пользу Пантелеимонова монастыря, но просил устроить в его селе Глазове небольшую деревянную церковь на кладбище со школой при ней, так, чтобы школа была подведомственна монастырю. Он же обещал предоставить лес для строительства церкви. Тихон обратился с ходатайством к епархиальному начальству.
Однако Консистория потребовала, чтобы Фёдоров обратился с прошением лично, а не через посредников. Тот сделал это только спустя два года. В прошении он писал, что братия Александро-Невского монастыря обратились к нему с просьбой о предоставлении им участка земли и что просьба братии совпадает с его собственными желаниями. Он прислал проект дарственной записи на землю в количестве 400 десятин, приобретенных им на торгах в Самарском губернском правлении в 1860 году и обмежеванных в 1797 году под названием деревень Шемшинки (Глазово) и Боровки. Он также просил устроить и постоянно содержать школу для мальчиков и поставить на кладбище сельца храм для поминовения усопших.
Вновь началась переписка. Епископ Герасим обратился в Синод, чтобы тот ходатайствовал об изволении императора на принятие жертвуемой земли в вечное владение монастырём. Синод затребовал ряд документов о собственности на землю. После получения затребованных документов Герасим вновь обратился в Синод с прошением о закреплении за монастырём жертвуемой земли. 7 февраля 1873 года Синод сообщил о согласии императора на закрепление земель за монастырём. Самарская Консистория предписала настоятелю Тихону получить официально оформленную дарственную на землю. Фёдоров несколько раз в письмах подтверждал своё намерение, но до весны 1874 года так и не прислал необходимых документов. Тогда Тихон лично отправился в Уфу, где повстречался с Фёдоровым. Тот обещал летом завершить оформление сделки. Наконец уже осенью, при следующей встрече с Тихоном он заявил ему: «По случаю крайности я вынужден был лес, пожертвованный в вашу святую обитель, продать, а землю заложить в коммерческий банк. А по сему я никак не могу выдать обители дарственной записи».
После такого заявления Консистория закрыла дело и сдала его в архив. Многолетние хлопоты окончились ничем. Настоятель Тихон так сказал монастырской братии: «Верно, Божьей Матери, нашей покровительнице, неугодно, чтобы жертва непостоянства, как жертва не от чистого сердца, была жертвою обители, основанной на чистой любви и преданности крестьян к своему помещику… Будем веровать, молиться и уповать, что дивный в своем промысле Бог не оставит обитель своею милостью и вознаградит гораздо большим, чем мы лишены от дарителя Федорова, закончившего так мрачно историю своего пожертвования».
Наконец в 1883 году земельный вопрос для монастыря разрешился. Известный меценат и благотворитель, елабужский купец Д. И. Стахеев щедро пожертвовал монастырю огромные земли в 2411 десятин, увеличив монастырские земли более чем в десять раз. Теперь монастырская братия только под посевы хлебов использовала до 200 десятин пашни.
В 1899 году бугульминский мещанин Герасим Молоканов по завещанию оставил обители ещё 10 десятин земли. Таким образом монастырские владения составили 2655 десятин. На этих землях братия вела все доступные сельскохозяйственные производства: хлебопашество, скотоводство, огородничество, садоводство, пчеловодство и рыболовство.

### Свято-Троицкий храм
По замыслу первого строителя монастыря иеромонаха Тихона каменный храм в обители должен был иметь вовсе не классическую форму, отличаясь от всех подобных проектов в Закамье. Предположительно он встречал подобные храмы во время своих паломничеств, после чего Тихон собственноручно выполнил чертежи. В основе плана храма лежал традиционный объём куба. Храму была придана символическая форма креста. Восточная часть креста образовывала алтарь прямоугольной формы, в отличие от традиционной для провинциальных храмов апсиды. Северные и южные ветки креста образовывали два придела. Западная ветвь являлась притвором и главным входом в храм. Традиционно над храмом предполагалось пять глав, но новаторство заключалось в размещении главок не по углам куба, а на концах ветвей креста.
Центральная часть здания была перекрыта восьмериком с восемью большими световыми окнами, опоясанными в верхней части кокошниками. По аналогичной схеме были выполнены и четыре других восьмерика, отличаясь лишь меньшими размерами. Для придания большего величия храму автор придал следующему ярусу на восьмигранниках шатровую форму. Это подтверждает теорию, что идея формы храма была им заимствована из древних русских или греческих храмов, так как подобные формы в России не применялись уже более 200 лет. С середины XVII века строительство шатровых форм в России было запрещено, в патриарших разрешениях на строительство храма почти всегда присутствовала фраза о том, чтобы «верх на той церкви не был шатровый». Постепенно запрет шатровой формы стал забываться, и в XIX веке шатровое завершение стало вновь применяться. Шатровый ярус Свято-Троицкого храма не являлся перекрытием из кирпича в виде сомкнутого свода, а был выполнен в виде декоративной надстройки, хотя внешне определить это было невозможно.
Шатер храма имел следующий ярус в виде цилиндрического барабана с узкими глухими окнами, переходившего в главку в форме луковицы; главки венчали кованые железные кресты. Колокольня отсутствовала, но внутри восьмерика одной из башен располагалась звонница. Храм был снаружи оштукатурен и побелен. Строгость гладких стен, лишенных украшений, несколько смягчалась угловыми пилястрами и лёгким ленточным фризом, разрывавшимся на фасадах и образовывавшем разорванный фронтон. Свободное поле под фронтонами было украшено розеткой в виде ниши, имеющей форму правильного круга.
Общая композиция храма отличалась строгостью и сдержанностью. Длина составляла 12 саженей и 2 аршина (27 метров), ширина — 10 саженей и 1 аршин (22 метра).

### Колокольня
В 1902 году было рассмотрено дело о строительстве в монастыре колокольни.
Колокольня предполагалась отдельно стоявшей и должна была являться одновременно главным входом и въездом в монастырь. В основу её композиции была взята традиционная форма ярусной постройки. Нижний ярус имел вид квадрата. С двух сторон колокольни предполагались арочные ворота для въезда гужевого транспорта. В арки ворот в входа первого яруса были включены специфические архитектурные декоративные элементы. Кладка арок в центре переходит в острие — «гирьку», как бы зависнувшую в воздухе и не имеющую опоры.
Второй, третий и четвёртый ярусы сооружения должны были быть сложены в виде восьмериков, причём четвёртый ярус переходил в цилиндрический барабан, завершавшийся главкой с яблоком и восьмиконечным крестом. Каждый ярус завершался рядом декоративных кокошников, а углы были обрамлены колоннами разных форм и размеров. Арочные проемы украшались фигурной декоративной кладкой в виде бровок.
Звонница размещалась на втором и третьем ярусах, для этого здесь были сделаны окна-слухи наибольшего размера.
В целом архитектура колокольни заметно отличалась от архитектуры храма. Если храм был строгим и сдержанным, то к колокольне такие определения не подходили никак. Большое количество хорошо прорисованных элементов из камня и кирпича придавали зданию нарядный и праздничный облик, а классические архитектурные детали придавали сооружению монументальность. В целом получалась весьма гармоничная композиция, присущая скорее столичным городам, нежели провинциальным постройкам.
Высота колокольни равнялась 19 саженям (40,5 метра). Ширина при основании, имевшем вид квадрата, равнялась 5 саженям (10,6 метра).
Фундамент на бетонной подушке был заложен в 1903 году, а уже спустя год вчерне колокольня была готова. Такие высокие темпы строительства высотного сооружения были в то время необычными. На колокольне разместили полный строй колоколов, среди которых имелся колокол массой в 800 кг, обошедшийся бугульминскому купцу Павлу Игнатьевичу Столярову более чем в 800 рублей.

## Монастырская жизнь

### Хозяйственная деятельность
Рядом с монастырём находились рыбоводческие пруды и фруктовый сад на 180 деревьев. В двух верстах от обители, возле деревни Никольское, в 1868 году был основан монастырский хутор, первоначально состоявший из четырёх изб, в которых проживали эконом с подручными и работники. По мере роста обрабатываемой земли росло и хуторское хозяйство.
Постепенно строились новые амбары для ссыпки зерна, появилась молотильная изба для защиты от зимней непогоды. Позднее молотильщиков заменила молотилка на конном приводе, размещённая в отдельной риге. На реке Суле была построена водяная мельница на одну поставу для обмолота зерна на муку, к которой потом приделали «обдирок» для обработки просяной и пшеничной муки, соорудили пристрой для толчения коры деревьев.
Имелся скотный двор для крупного рогатого скота, лошадей и овец. В 1899 году у монастыря имелось 100 лошадей. Тягловые лошади содержались в конюшнях, ездовые и верховые — в стойлах в каретнике. Кроме этого наличествовало до 150 голов крупного рогатого скота и до 300 овец. Неподалёку разместилась пасека, достигавшая размера в 200 ульев.
Постоянно на хуторе проживало до 25 человек братии с рабочими, а по сезону им помогали ещё и иноки из монастыря. Монахи и трудники жили в разных избах, даже еда для них готовилась на разных кухнях: еда для работников готовилась с мясом, салом и жиром, что не допускалось для братской пищи.
В монастыре сажали рожь, пшеницу, просо, овёс. Зерно шло на муку и крупу или на фураж для скота. Собирался урожай овощей и фруктов, заготавливавшихся на зиму. В рыбоводческих прудах разводили рыбную молодь, доводя её до товарного веса. При строгом запрете на мясную пищу братии дозволялось употреблять рыбу. Мясо же использовалось для пропитания наёмных работников, излишки продавались.
Торговля являлась основным источником наличных средств. Вырученные от продажи излишков урожая средства шли на покупку орудий производства, приобретение стройматериалов и расчёты с работниками. Монастырь активно использовал наёмный труд. Работники привлекались как для полевых работ в сезонное время, так и для строительства храма, корпусов, хозяйственных построек.
Имелись также и иные источники дохода. В 1870 году монастырь получил первый благотворительный капитал в 500 рублей. Однако подобный неприкосновенный капитал обладал рядом ограничений: эта сумма была положена в сберегательную кассу, а годовые проценты можно было использовать только на миссионерские цели, а не на нужды братии. В 1895 году подобный неприкосновенный капитал состоял из 7-процентных билетов Самарского общественного банка на сумму 2000 рублей, 6-процентных билетов того же банка на сумму 50 рублей, 4-процентных билетов Самарского отделения государственного банка на 3000 рублей. Всего же подобных ценных бумаг имелось на 12 975 рублей 40 копеек.
Кружечный доход (деньги, собиравшиеся во время службы) был невелик. В 1895 году он составил всего 154 рубля 70 копеек, в то время как прочие пожертвования наличными составили 5591 рубль 51 копейку. В 1903 году доходов в монастырь было 10 399 рублей наличными и 5050 рублей билетами, а расходы составили 10 366 рублей. В 1913 году наличные поступления составили 11 000 рублей, а расходы 10 998 рубля.

### Монастырский устав
Монастырь был общежительным, то есть никто из живших в нём не имел права на личную собственность. Если кто-то из братии получал подарок от паломника, тот передавался настоятелю. Сделанные пожертвования вручались казначею. По желанию благотворителя его имя записывалось в синодик для поминовения на литургиях, проскомидиях или при чтении Псалтыря. Пожертвования также могли просто опускаться в специальные кружки.
Утро в монастыре начиналось с побудки специальным будильщиком. После пробуждения братия отправлялась к полунощнице, затем чего по благословению настоятеля братия расходилась для исполнения послушания.
По окончании божественной литургии по звону трапезного колокола братия собиралась на общую трапезу. После чтения положенных молитв и благословения пищи настоятелем или иеромонахом принимались за еду. Обед проходил в молчании и тишине. Забирать пищу в келью по благословению настоятеля дозволялось только престарелым и больным.
Существовал строгий запрет на употребление мясной пищи. Запрещалось также курить, охотиться с огнестрельным оружием в монастырском лесу, в том числе работникам и богомольцам. Без разрешения настоятеля никто не мог отлучаться из монастыря.
Ежевечерне в восемь вечера совершалось монашеское правило, продолжавшееся два часа. Настоятель читал молитву на прощение перед царскими вратами, сопровождая её земными поклонами. После прощения и краткой ектеньи вся братия перед образом Божьей Матери «Достойно есть» пела тропари «От святыя иконы Твоея, о Владычице Богородице», тропарь Неопалимой Купине Божьей Матери, «иже в купине огнём горящей и несгораемой», Николаю Чудотворцу — «правило веры» и всем святым: «Иже во всем мире мученик Твоих». После чего пелись стихиры Животворящему Кресту: «Иже крестом ограждаеми врагу противляемся…» и другие, завершая пением трижды «Господи помилуй».
Затем братия целовала лежащий на аналое напрестольный крест и по старшинству, начиная с иеромонахов и иеродьяконов, манатейных монахов, рясофорных послушников и заканчивая послушниками и рабочими, попарно получала благословение настоятеля на сон грядущий. После чего все просили друг у друга прощения с поясными поклонами. Завершалось монашеское правило поучениями настоятеля о монашеском житии, после чего братия в молчании расходилась по кельям. С этой минуты и до следующего дня не дозволялось ни нить, ни есть. По приходе в кельи постриженные в монашество совершали земные поклоны при чтении Иисусовой молитвы.
Накануне воскресных и праздничных дней с 17-30 начиналось всенощное бдение. Послушания оканчивались за два часа до начала службы. Всенощное бдение продолжалось шесть и более часов подряд. С особой торжественностью богослужение совершалось в двунадесятые праздники и храмовые праздники монастырских церквей: 30 августа, 13 ноября и 8 сентября — праздники деревянного теплого храма Рождества Пресвятой Богородицы, 25 мая в главном престоле храма во имя Святой Троицы, 30 августа в приделе во имя Александра Невского и 13 ноября в приделе во имя Иоанна Златоуста.
В честь обретения списка чудотворной иконы Божьей Матери «Достойно есть» в трёх верстах от монастыря в 1874 году была устроена на столбах деревянная часовня в виде башни высотой 5 сажен. Ежегодно в девятую субботу после Пасхи к ней совершался крестный ход, на который собиралось до двух тысяч богомольцев. Торгующие крестьяне в этот день возле монастыря устраивали ярмарку.